# エスター・ピサロ

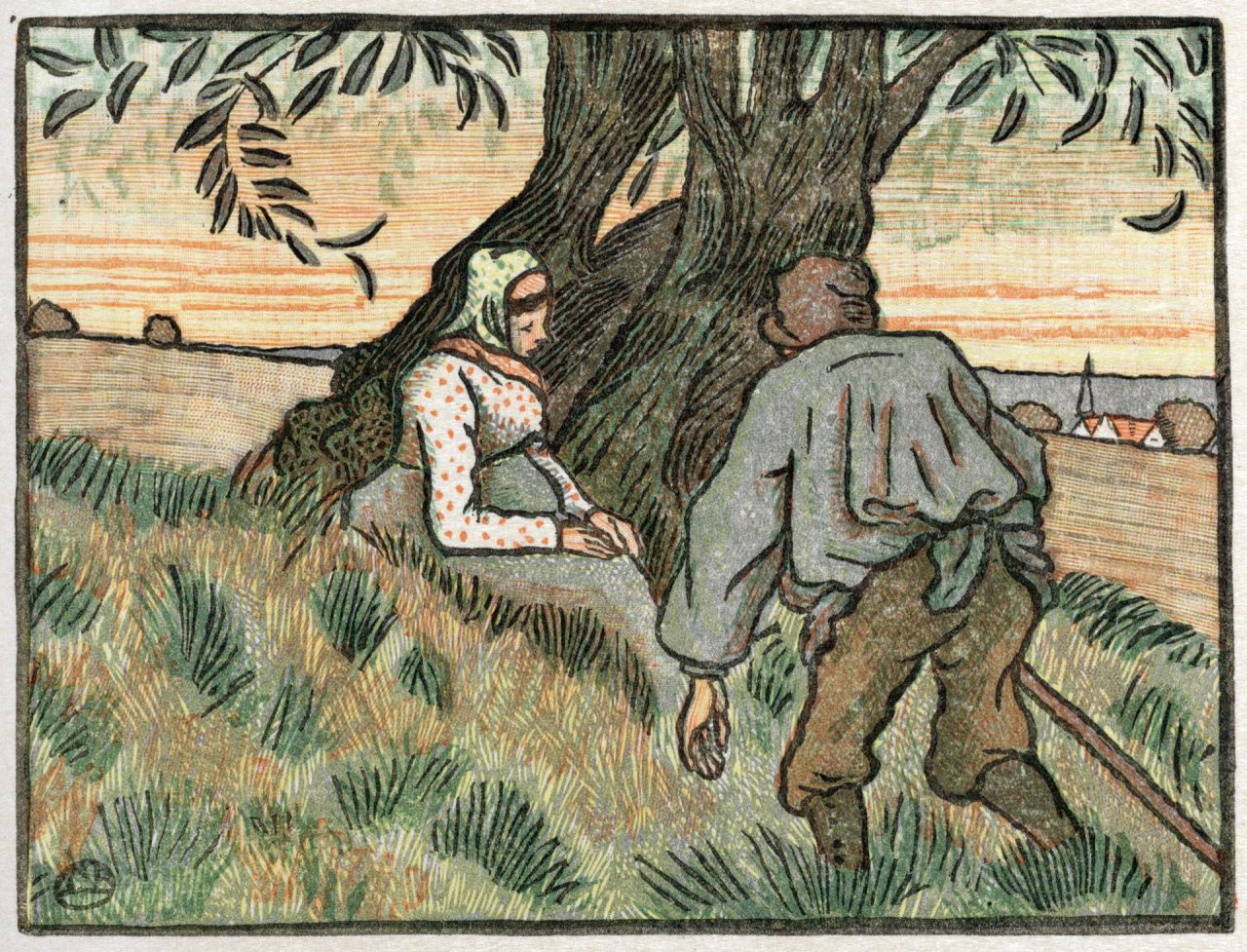
ピサロ夫妻の出版社から出版された書籍の挿絵 (1901年)

エスター・ピサロ（英語: Esther Pissarro 、結婚前の姓はBensusan 、1870年8月12日 - 1951年11月20日）は、イギリスの版画家、イラストレーターである。有名な印象派の画家、カミーユ・ピサロの息子リュシアン・ピサロの配偶者となった。イギリスのアーツ・アンド・クラフツ運動の中で、リュシアン・ピサロとプライベート・プレスを経営し、本のデザインや挿絵のための版画を制作した。

## 略歴
ロンドンでユダヤ人商人の娘に生まれた。多くの女性が学んでいた私立のクリスタル・パレス芸術学校（Crystal Palace School of Art, Science, and Literature）で学んだ 。1890年からロンドンに住むようになったリュシアン・ピサロ(1863-1944)と知り合った。
1892年に2人は結婚し、翌年からエセックスのエッピング（Epping）に住み、1893年に娘のオロヴィダ（Orovida Camille Pissarro:1893–1968）が生まれた。
夫妻はアーツ・アンド・クラフツ運動を推進したウィリアム・モリスに共感し、モリスが設立し美しい装丁の書物を出版したケルムスコット・プレス（Kelmscott Press ）を理想として、オロヴィダが生まれた後に出版社、「エラニー・プレス（Eragny Press）」を設立し、木版画のイラストレーションで飾られた書籍を専門に出版した 。出版社は夫妻の住むエッピングに設立されたが、社名はカミーユ・ピサロが住んだことのあったフランスのノルマンディーの村、エラニーから取られた。
出版社の最初の年にエスター・ピサロの最初にデザインした「The Queen of the Fishes」を出版した。その後出版社を1897年にロンドン近郊のベドフォード・パーク(Bedford Park)に移し、1900年にケルムスコット・プレスや別の有名なプライベート・プレスのダブズ・プレス（Doves Press）のあるロンドンのハマースミスに移した。この出版社は第一次世界大戦のためフランスから印刷用紙の輸入ができなくなった1914年まで続けられた。
出版された代表的な書籍には、1899年に出版されたシャルル・ペロー版の『眠れる森の美女』や『赤ずきん』などがあり、エスター・ピサロが木版画を制作した。夫妻は「Hacon and Ricketts」のような他の出版社のイラストレーターとしても働き、1902年に出版されたフランシス・ベーコンのエッセイ「Of Gardens」の挿絵も描いた。
娘のオロヴィダとともにピサロ家の資料をアシュモレアン博物館に残した。
1951年にロンドンのイーリングで亡くなった。